# دانا دكورث
دانا دكورث (بالإنجليزية: Dana Duckworth)‏ هي لاعبة جمباز فني أمريكية، ولدت في 1971 في ستيرلينغ هايتس في الولايات المتحدة.